# Перушки
Перушки (хорв. Peruški) — населений пункт у Хорватії, в Істрійській жупанії у складі громади Марчана.

## Населення
Населення за даними перепису 2011 року становило 252 осіб.
Динаміка чисельності населення поселення:

## Клімат
Середня річна температура становить 14,08 °C, середня максимальна – 27,23 °C, а середня мінімальна – 0,76 °C. Середня річна кількість опадів – 871 мм.
| Клімат поселення                              | Клімат поселення | Клімат поселення | Клімат поселення | Клімат поселення | Клімат поселення | Клімат поселення | Клімат поселення | Клімат поселення | Клімат поселення | Клімат поселення | Клімат поселення | Клімат поселення | Клімат поселення |
| Показник                                      | Січ.             | Лют.             | Бер.             | Квіт.            | Трав.            | Черв.            | Лип.             | Серп.            | Вер.             | Жовт.            | Лист.            | Груд.            |                  |
| Середній максимум, °C                         | 10,34            | 10,61            | 13,75            | 16,88            | 21,86            | 26,18            | 27,23            | 27,10            | 22,44            | 18,02            | 13,16            | 10,11            |                  |
| Середня температура, °C                       | 5,55             | 5,82             | 8,97             | 12,08            | 17,06            | 21,38            | 23,90            | 23,77            | 19,11            | 14,70            | 9,84             | 6,78             |                  |
| Середній мінімум, °C                          | 0,76             | 1,03             | 4,18             | 7,29             | 12,27            | 16,59            | 20,58            | 20,45            | 15,79            | 11,38            | 6,52             | 3,47             |                  |
| Норма опадів, мм                              | 73               | 58               | 62               | 66               | 59               | 65               | 42               | 68               | 82               | 103              | 110              | 83               |                  |
| Середньомісячна швидкість вітру, м/с          | 2.81             | 3.07             | 3.10             | 2.99             | 2.68             | 2.58             | 2.56             | 2.53             | 2.69             | 2.90             | 3.15             | 3.07             |                  |
| Середньомісячна сонячна радіація, кДж/м²·день | 4538             | 7451             | 10799            | 15458            | 19752            | 21761            | 22785            | 19660            | 14305            | 9273             | 4996             | 3869             |                  |
| --------------------------------------------- | ---------------- | ---------------- | ---------------- | ---------------- | ---------------- | ---------------- | ---------------- | ---------------- | ---------------- | ---------------- | ---------------- | ---------------- | ---------------- |
| Джерело:                                      |                  |                  |                  |                  |                  |                  |                  |                  |                  |                  |                  |                  |                  |